# Haliophasma pugnatum
Haliophasma pugnatum är en kräftdjursart som beskrevs av Gary C.B. Poore 1975. Haliophasma pugnatum ingår i släktet Haliophasma och familjen Anthuridae. Inga underarter finns listade i Catalogue of Life.